# Diablo Cojuelo
El Diablo Cojuelo (« le diable boiteux ») est un personnage folklorique attaché à plusieurs régions de l'Espagne.
Le Diablo Cojuelo est surtout connu par la littérature, mais la référence au personnage est également faite dans nombre d'invocations et oraisons relatives aux procès de sorcières.

## Le personnage folklorique
Il s'agit d'un diable qui, tout en se revendiquant lui-même comme « l'esprit le plus noir de l'enfer », s'est trouvé en rivalité avec ses collègues démons. Ceux-ci, pour se défaire de lui, l'ont condamné à l'enfermement dans la fiole d'un astrologue. Il est aussi considéré comme l'inventeur des danses, de la musique et protecteur de la littérature à caractère grivois et satirique. Le personnage est réputé avoir été  l'un des premiers anges à se révolter contre Dieu, il est donc tombé aux Enfers le premier. Par suite, ses frères sont tombés sur lui et c'est pour cette raison qu'il est demeuré petit et estropié. De là provient le surnom de « boiteux », ce qui ne l'empêche pas d'être agile et rapide.

## Dans la littérature

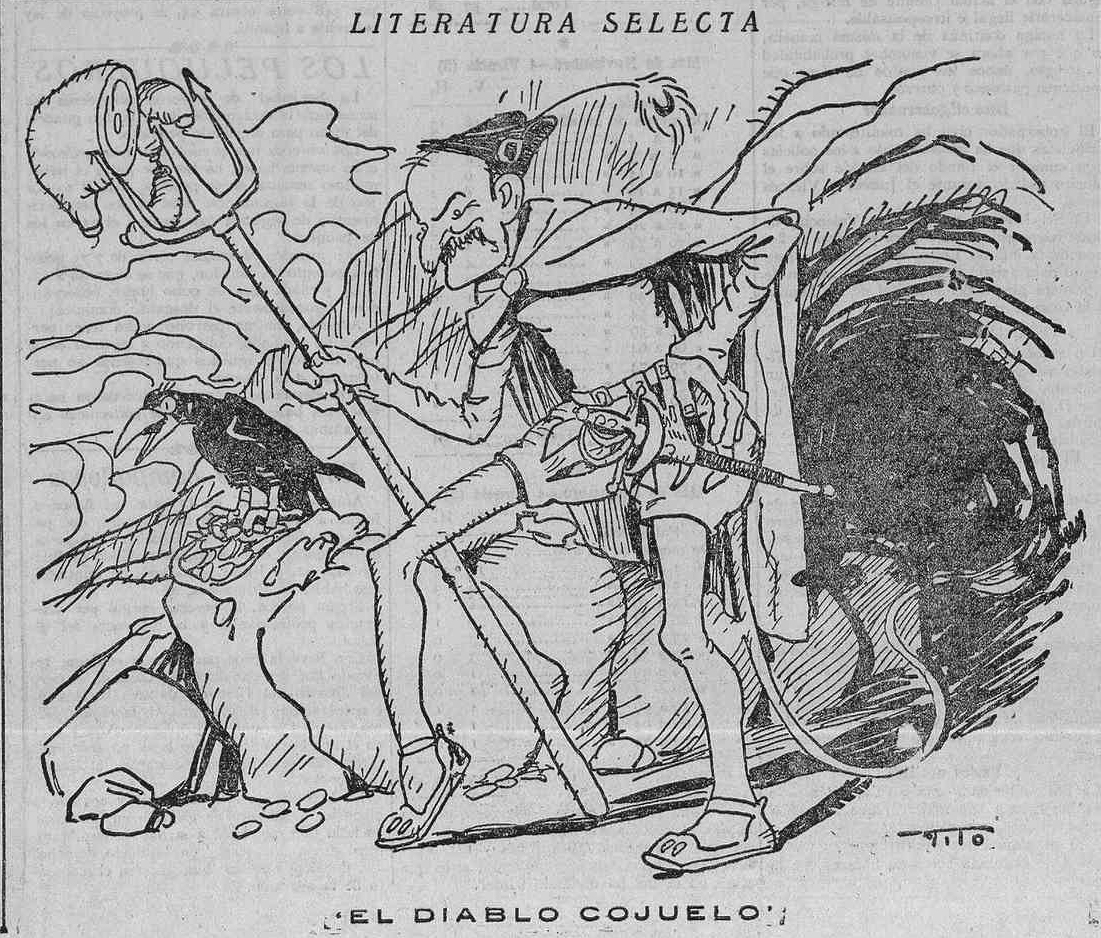
Le comte de Romanones représenté en « diable boiteux » dans une caricature de 1920.

Le personnage est déjà populaire dans la culture du XVIIe siècleoù il apparaît dans des proverbes, récits et chansons. De 1602 à 1608 apparaissent de fréquentes évocations du Diablo Cojuelo. La référence la plus connue demeure celle faite par le dramaturge Luis Vélez de Guevara, qui, en 1641, compile  les aventures de ce personnage populaire et de son compagnon, l'étudiant gentilhomme Don Cleofás Leandro Pérez Zambullo. Les deux compères font le portrait des vices et des hypocrisies du Madrid de l'époque. Le diable, à cette occasion, fait de constantes mentions aux proverbes ou aux dictions populaires dans la Castille de l'époque.
L'écrivain français Alain-René Lesage fait paraître en 1707 une adaptation de ce texte pour la France : Le Diable boiteux. L'œuvre y connaît un succès phénoménal et une édition augmentée voit le jour, en 1726.

## Dans les invocations
Le « Diablo Cojuelo » a été l'un des démons privilégiés dans les refrains et invocations de sorcellerie en Castille, tout au long du XVIe siècle, sans que son succès ne se démente au début du XVIIIe. Plusieurs invocations populaires évoquent ainsi précisément le « Diablo Cojuelo ». Sa popularité parvient jusqu'à la Cour royale de Madrid au XVIIe siècle, où il est décrit comme étant un parfait « messager d'amour ».